# Dominic Perrottet
Dominic Perrottet (ur. 21 września 1982 w West Pennant Hills) – australijski polityk, lider Liberalnej Partii Australii w Nowej Południowej Walii, od 5 października 2021 46. premier Nowej Południowej Walii.

## Życie prywatne
Jest katolikiem.